# Cedrik-Marcel Stebe
Cedrik-Marcel Stebe (* 9. Oktober 1990 in Mühlacker) ist ein deutscher Tennisspieler.

## Leben und Karriere

### Juniorenkarriere mit US-Open-Titel
Cedrik-Marcel Stebe begann im Alter von drei Jahren, Tennis zu spielen. Seit 2006 nahm er an internationalen Juniorenturnieren teil und konnte auf der ITF Junior Tour in den folgenden Jahren mehrere Titel gewinnen. 2008 erreichte er bei den US Open im Einzel das Viertelfinale, im Doppel konnte er zusammen mit Nikolaus Moser den Titel gewinnen. Bei diesem Turnier kam es zudem zu einem ersten Kontakt mit dem damaligen Weltranglistenersten Roger Federer, der mit Stebe eine Trainingseinheit absolvieren wollte, wozu es jedoch aus Zeitmangel nicht kam. Nachdem Stebe zudem beim Orange Bowl das Halbfinale erreichen konnte, beendete er das Jahr 2008 auf Rang 5 der Junioren-Weltrangliste.

### 2008–2009: Erste Erfolge bei Future-Turnieren sowie Sieg bei den Deutschen Meisterschaften
Sein Debüt auf der zweitklassigen ATP Challenger Tour gab Cedrik-Marcel Stebe im Juni 2008 in Braunschweig, wo er eine Wildcard bekam. Durch einen Sieg über den Top-400-Spieler Artem Sitak gewann er dort seine ersten Weltranglistenpunkte. Im weiteren Jahresverlauf nahm er an mehreren Future-Turnieren teil und konnte in der Dominikanischen Republik zwei Halbfinals erreichen. Im Januar 2009 bekam Stebe beim Challenger-Turnier in Heilbronn eine Wildcard, unterlag jedoch in der ersten Runde dem Top-100-Spieler Arnaud Clément. Im März 2009 stand Stebe in Saragossa zum ersten Mal in einem Future-Finale, im August 2009 folgte eine weitere Finalteilnahme in Dortmund. In München und Stuttgart versuchte er erstmals, sich für ATP-Turniere zu qualifizieren, schaffte jedoch nie den Sprung ins Hauptfeld. Bei Challenger-Turnieren konnte er im selben Jahr keine Matches gewinnen, dennoch kletterte er in der Weltrangliste zwischenzeitlich bis auf Rang 523. Zum Jahresabschluss konnte er dann in Offenburg durch einen Sieg über Kevin Deden die Deutschen Tennismeisterschaften gewinnen.

### 2010: Erster Future-Titel und erstes Challenger-Finale
Das Jahr 2010 begann Stebe mit einem Erstrundensieg über den Top-200-Spieler Michał Przysiężny beim Challenger-Turnier in Heilbronn. Im April 2010 konnte Stebe in Padua seinen ersten Future-Titel gewinnen und zog in die Top 500 der Weltrangliste ein. Im Juli 2010 gelang ihm der bis dahin größte Erfolg seiner Karriere: Beim Challenger-Turnier in Oberstaufen zog er als Qualifikant unter anderem durch Siege über die Top-200-Spieler Lukáš Rosol und Pablo Andújar und den topgesetzten Top-100-Spieler Simon Greul durch und stand somit in seinem ersten Challenger-Finale, wo er Martin Fischer unterlag. Er konnte daraufhin mit Rang 322 seine bis dato beste Weltranglistenplatzierung erreichen. Drei Wochen später scheiterte Stebe beim ATP-Turnier in Umag nur knapp in der letzten Qualifikationsrunde. Danach musste er wegen verschiedener Verletzungen u. a. am Rücken eine längere Turnierpausen einlegen.

### 2011: Grand-Slam-Debüt, Challenger-Titel und Einzug in die Top 100
Im Februar 2011 stieg Stebe mit einer Siegesserie von 17 Matches wieder ins Turniergeschehen ein. Zunächst gewann er zwei Futures; anschließend qualifizierte er sich beim Challenger-Turnier in Kyōto für die Hauptrunde und marschierte dort unter anderem durch Siege über Titelverteidiger Yūichi Sugita sowie den an topgesetzten Gō Soeda bis ins Finale durch, wo er in drei Sätzen gegen seinen Landsmann Dominik Meffert verlor. Eine Woche später gelang Stebe beim Challenger-Turnier in Guangzhou nach einem Zweitrundensieg über den an Position 2 gesetzten Lukáš Lacko im Viertelfinale die Revanche gegen Meffert. Danach schied er im Halbfinale gegen den späteren Turniersieger Uladsimir Ihnazik aus, stieg aber bis auf Rang 234 der Welt. In den folgenden Wochen erreichte Stebe noch ein weiteres Halbfinale in Pingguo sowie ein Viertelfinale in Rom. Im Mai trat Cedrik-Marcel Stebe dann bei den French Open erstmals in der Qualifikation zu einem Grand-Slam-Turnier an, unterlag dort Simon Greul in der zweiten Qualifikationsrunde. Im Juni 2011 schaffte Stebe in Halle erstmals die Qualifikation zu einem ATP-Turnier. Dabei brauchte er im entscheidenden Qualifikationsspiel gegen Leonardo Mayer fast vier Stunden, bis er sich in drei Sätzen durchsetzen konnte. In der ersten Hauptrunde verlor Stebe gegen Philipp Kohlschreiber, konnte dem späteren Turniersieger jedoch als einziger Spieler einen Satz abnehmen. Zwei Wochen später gelang ihm in Wimbledon die erstmalige Qualifikation zu einem Grand-Slam-Turnier. Dabei dauerte das letzte Qualifikationsmatch gegen Ryan Harrison wegen zahlreicher Regenunterbrechungen insgesamt drei Tage, bis Stebe schließlich in fünf Sätzen gewinnen konnte. In der ersten Hauptrunde schied er dann in drei Sätzen gegen Grigor Dimitrow aus. Nachdem er im Juli 2011 beim Challenger-Turnier von Oberstaufen im Halbfinale am späteren Sieger Daniel Brands gescheitert war, bekam Cedrik-Marcel Stebe für das ATP-Turnier von Stuttgart eine Wildcard. Dort erreichte er als einziger Deutscher durch einen Dreisatzsieg über den an Position 6 gesetzten Nikolai Dawydenko die zweite Runde. Nach einem Sieg über den Top-50-Spieler Fabio Fognini stand Stebe danach zum ersten Mal in einem ATP-Viertelfinale. Dort verlor er gegen Pablo Andújar. Eine Woche später erhielt Stebe auch für das ATP-Turnier in Hamburg eine Wildcard. In der ersten Runde setzte er sich dort glatt in zwei Sätzen gegen den Ex-Weltranglistenersten Juan Carlos Ferrero durch, welcher zwei Tage zuvor noch den Titel in Stuttgart gewonnen hatte. In der zweiten Runde traf Stebe zum zweiten Mal innerhalb von acht Tagen auf Dawydenko, den er erneut besiegen konnte, ehe er Fernando Verdasco unterlag. In Bangkok gewann er durch einen Finalsieg über Amir Weintraub seinen ersten Challenger-Titel. Nur eine Woche später war Stebe in Shanghai gegen Alexander Kudrjawzew siegreich und gewann seinen zweiten Titel. Beim Turnier in Ningbo endete Stebes Siegesserie nach 13 Matches, als er im Halbfinale aufgrund einer Handgelenksverletzung aufgeben musste. Er zog er in der Weltrangliste Ende Oktober 2011 erstmals in die Top 100 der Welt ein. Er qualifizierte sich zudem als einer von acht Spielern für die ATP Challenger Tour Finals. Dort zog er ins Finale ein, wo er in zwei Sätzen gegen Dudi Sela gewann, gegen den er in der Vorrunde noch verloren hatte. Das Jahr beendete er auf Rang 81.

### 2012: Davis-Cup-Debüt
Für die Australian Open war Stebe erstmals direkt qualifiziert. Dort traf er in der ersten Runde in der ausverkauften Rod Laver Arena auf den Lokalmatador und ehemaligen Weltranglistenersten Lleyton Hewitt. Dieser gewann die ersten beiden Sätze, verlor aber den dritten Satz. Im vierten Satz führte Stebe bereits mit Doppelbreak, verlor dann aber die letzten sechs Spiele in Folge und somit auch das Match. Im Februar 2012 wurde Stebe aufgrund des krankheitsbedingten Ausfalls von Philipp Kohlschreiber erstmals in den Kader der deutschen Davis-Cup-Mannschaft berufen. Nachdem das deutsche Team nach den ersten beiden Tagen bereits mit 0:3 gegen Argentinien zurücklag, durfte Stebe im bedeutungslosen letzten Einzel gegen Eduardo Schwank antreten, gegen den er in zwei Sätzen den Ehrenpunkt gewann. Beim Relegationsspiel gegen Australien stand Stebe erneut im Aufgebot. Sein erstes Einzel gegen Bernard Tomic verlor Stebe mit 1:3, ehe er im entscheidenden vierten Einzel auf Hewitt traf. Im Gegensatz zu den Australian Open war Stebe jedoch nach anfänglichem Rückstand der bessere Spieler und sicherte mit seinem klaren 3:0-Sieg über Hewitt den Klassenerhalt für Deutschland.

### 2013–2016: 30 Monate verletzungsbedingter Ausfall
Von Oktober 2013 bis März 2016 konnte Stebe die meiste Zeit kein Tennis spielen. Er hatte in dieser Zeit mehrere Verletzungen, darunter einen verletzten Hüftbeuger, Lendenwirbelsäulenprobleme, Schambeinentzündungen, eine Stressfraktur und musste sich Operationen an der Leiste unterziehen. Danach gelang ihm die Rückkehr unter die Top 75 der Welt.

### 2017–2018: Comeback und erneuter verletzungsbedingter Rückschlag
Ende 2016 war Stebe wieder regelmäßig ins Turniergeschehen eingestiegen und konnte im Mai 2017 in Genf das erste Mal wieder ein ATP-Viertelfinale erreichen. Durch Challengers spielte er sich schnell wieder in der Rangliste nach oben. Zunächst stand er in Caltanissetta im Halbfinale, später erreichte er in Poprad-Tatry, Marburg und Vancouver jeweils das Finale, wo er zweimal siegreich blieb. Bei den US Open kämpfte er sich durch die Qualifikation und siegte auch in Runde 1 gegen Nicolás Kicker, ehe er an Damir Džumhur scheiterte. Er stand daraufhin das zweite Mal nach 2011 wieder in den Top 100. Durch seinen dritten Challenger-Sieg des Jahres in Sibiu konnte er bis auf Platz 78 vorrücken und stand kurz vor einem neuen Karrierehoch. Eine Operation am Handgelenk zum Ende des Jahres 2017 warf Stebe jedoch erneut zurück. Nur zwei Turniere spielte er im Jahr 2018, die er beide in der ersten Runde verlor. Mitte des Jahres wurde er ein zweites Mal am rechten Handgelenk operiert.

### 2019: Verletzungsfrei und erstes ATP-Finale
2019 startete Stebe im April mit seinem Protected Ranking und frühen Niederlagen in Erstrundenpartien in Marrakesch gegen Jo-Wilfried Tsonga sowie bei den Grand-Slams in Paris gegen Karen Chatschanow und in Wimbledon gegen Reilly Opelka. Im Juli in Gstaad gewann er das erste ATP-Match des Jahres gegen Corentin Moutet. Nach seinem Sieg gegen Jiří Veselý bezwang er an einem Tag in drei Sätzen erst den Italiener Thomas Fabbiano in einer verlegten Viertelfinalpartie und dann am Nachmittag den Portugiesen João Sousa. Tags darauf unterlag Stebe in seinem ersten Endspiel auf diesem Niveau dem Spanier Albert Ramos Viñolas. Nach dem Turnier stand Stebe auf Rang 257 der Welt und übersprang die Marke von einer Million Dollar Preisgeld.

### Karriere als Vereinsspieler
Cedrik-Marcel Stebe spielte in den Jahren 2009 und 2010 in der 2. Tennis-Bundesliga für den TV Reutlingen. Zur Saison 2011 wechselte er dann zum zweifachen Deutschen Meister TK Kurhaus Aachen. Mit Aachen konnte er alle seine vier Einzelpartien gewinnen und trug somit seinen Teil dazu bei, dass die Mannschaft Deutscher Meister 2011 wurde.

## Erfolge
| Legende (Anzahl der Siege)  |
| Grand Slam                  |
| ATP World Tour Finals       |
| ATP World Tour Masters 1000 |
| ATP World Tour 500          |
| ATP World Tour 250          |
| ATP Challenger Tour (9)     |

### Einzel

#### Turniersiege
| Nr. | Datum              | Turnier      | Belag         | Finalgegner          | Ergebnis      |
| --- | ------------------ | ------------ | ------------- | -------------------- | ------------- |
| 1.  | 3. September 2011  | Bangkok      | Hartplatz     | Amir Weintraub       | 7:5, 6:1      |
| 2.  | 11. September 2011 | Shanghai     | Hartplatz     | Alexander Kudrjawzew | 6:4, 4:6, 7:5 |
| 3.  | 20. November 2011  | São Paulo    | Hartplatz (i) | Dudi Sela            | 6:2, 6:4      |
| 4.  | 15. September 2013 | Meknès       | Sand          | Yannik Reuter        | 6:1, 4:6, 6:2 |
| 5.  | 24. Juni 2017      | Poprad-Tatry | Sand          | Laslo Đere           | 6:0, 6:3      |
| 6.  | 20. August 2017    | Vancouver    | Hartplatz     | Jordan Thompson      | 6:0, 6:1      |
| 7.  | 24. September 2017 | Sibiu        | Sand          | Carlos Taberner      | 6:3, 6:3      |
| 8.  | 8. November 2020   | Parma        | Hartplatz (i) | Liam Broady          | 6:4, 6:4      |
| 9.  | 4. September 2022  | Como         | Sand          | Francesco Passaro    | 7:62, 6:4     |

#### Finalteilnahmen
| Nr. | Datum         | Turnier | Belag | Finalgegner          | Ergebnis |
| --- | ------------- | ------- | ----- | -------------------- | -------- |
| 1.  | 28. Juli 2019 | Gstaad  | Sand  | Albert Ramos Viñolas | 3:6, 2:6 |

## Abschneiden bei Grand-Slam-Turnieren

### Einzel
| Turnier         | 2011 | 2012 | 2013 | 2014 | 2015 | 2016 | 2017 | 2018 | 2019 | 2020 | 2021 | 2022 | 2023 | Karriere |
| --------------- | ---- | ---- | ---- | ---- | ---- | ---- | ---- | ---- | ---- | ---- | ---- | ---- | ---- | -------- |
| Australian Open | –    | 1    | 1    | –    | –    | –    | Q1   | 1    | –    | 1    | 1    | –    | Q1   | 1        |
| French Open     | Q2   | 2    | Q2   | –    | –    | Q1   | –    | –    | 1    | Q1   | Q1   | Q3   | –    | 2        |
| Wimbledon       | 1    | 1    | Q2   | –    | –    | Q1   | –    | –    | 1    |      | Q1   | Q2   | –    | 1        |
| US Open         | Q1   | 2    | Q1   | –    | –    | Q1   | 2    | –    | 2    | –    | Q1   | –    | –    | 2        |

Zeichenerklärung: S = Turniersieg; F, HF, VF, AF = Einzug ins Finale / Halbfinale / Viertelfinale / Achtelfinale; 1, 2, 3 = Ausscheiden in der 1. / 2. / 3. Hauptrunde; Q1, Q2, Q3 = Ausscheiden in der 1. / 2. / 3. Qualifikationsrunde; nicht ausgetragen